# Clifford H. Ellis
Clifford H. Ellis (* 3. August 1930 in Oneida, Tennessee; † 4. November 2022 in Bethel Pointe) war ein US-amerikanischer Filmtechniker und Erfinder, der 1974 mit einem Oscar in der Kategorie „Wissenschaft und Entwicklung“ (Academy Scientific & Engineering Award) ausgezeichnet wurde.
Ellis wurde 1974 gemeinsam mit Harold A. Scheib und Roger W. Banks von der Oscarkommission ausgezeichnet „für das Konzept und die Konstruktion des optischen Druckers Modell 2101 für optische Effekte in Kinofilmen“ („for the concept and engineering of the Model 2101 optical printer for motion-picture optical effects“). Das Trio arbeitete seinerzeit bei der Research Products Inc, die ebenfalls lobend erwähnt wurde.
Über Clifford H. Ellis’ Leben gibt es ebenso wenig Erkenntnisse, wie darüber, wie es mit ihm beruflich weiterging, respektive, wie sein Leben vor dieser Auszeichnung ausgesehen hat.